# Вестпорт (Ньюфаундленд і Лабрадор)
Вестпорт (англ. Westport) — містечко в Канаді, у провінції Ньюфаундленд і Лабрадор.

## Населення
За даними перепису 2016 року, містечко нараховувало 195 осіб, показавши скорочення на 11,4%, порівняно з 2011-м роком. Середня густина населення становила 38 осіб/км².
З офіційних мов обидвома одночасно не володів жоден з жителів, тільки англійською — 195.
Працездатне населення становило 42,4% усього населення, рівень безробіття — 35,7% (25% серед чоловіків та 42,9% серед жінок). 85,7% осіб були найманими працівниками, а 14,3% — самозайнятими.
18,2% мешканців мали закінчену шкільну освіту, не мали закінченої шкільної освіти — 54,5%, 27,3% мали післяшкільну освіту.
| Статево-вікова структура населення | Статево-вікова структура населення | Статево-вікова структура населення | Статево-вікова структура населення | Статево-вікова структура населення |
| ---------------------------------- | ---------------------------------- | ---------------------------------- | ---------------------------------- | ---------------------------------- |
|                                    |                                    |                                    |                                    |                                    |
| Всього                             | Всього                             | 47,5%52,5%                         |                                    |                                    |
| 0 — 14 років                       | 0 — 14 років                       |                                    | 12,8%                              | 12,8%                              |
| 15 — 64 років                      | 15 — 64 років                      |                                    | 61,5%                              | 61,5%                              |
| 65 і більше                        | 65 і більше                        |                                    | 25,6%                              | 25,6%                              |
| Середній вік (років)               | Середній вік (років)               | 47,848,0                           | 48,0                               | 48,0                               |
| Медіана (років)                    | Медіана (років)                    | 51,550,5                           | 51,2                               | 51,2                               |
| — чоловіки — жінки                 |                                    |                                    |                                    |                                    |

| Походження мешканців:     | Походження мешканців:     | Походження мешканців: | Походження мешканців: | Походження мешканців: |
| ------------------------- | ------------------------- | --------------------- | --------------------- | --------------------- |
| Походження                |                           |                       | осіб                  | %                     |
| Корінні американці        | Корінні американці        |                       | 50                    | 26.32%                |
| Інше північноамериканське | Інше північноамериканське |                       | 140                   | 73.68%                |
| Європейське               | Європейське               |                       | 50                    | 26.32%                |
| британське                | британське                |                       | 40                    | 21.05%                |
| французьке                | французьке                |                       | 10                    | 5.26%                 |

| Зайнятість населення за галузями (за класифікацією NOC): | Зайнятість населення за галузями (за класифікацією NOC): | Зайнятість населення за галузями (за класифікацією NOC): | Зайнятість населення за галузями (за класифікацією NOC): | Зайнятість населення за галузями (за класифікацією NOC): |
| -------------------------------------------------------- | -------------------------------------------------------- | -------------------------------------------------------- | -------------------------------------------------------- | -------------------------------------------------------- |
|                                                          |                                                          |                                                          |                                                          |                                                          |
| Освіта, правозахист, муніципальні та урядові служби      | Освіта, правозахист, муніципальні та урядові служби      |                                                          | 21,4%                                                    | 21,4%                                                    |
| Роздрібна торгівля та послуги                            | Роздрібна торгівля та послуги                            |                                                          | 28,6%                                                    | 28,6%                                                    |
| Гуртова торгівля, транспорт та обладнання                | Гуртова торгівля, транспорт та обладнання                |                                                          | 14,3%                                                    | 14,3%                                                    |
| Природні ресурси, сільське господарство                  | Природні ресурси, сільське господарство                  |                                                          | 28,6%                                                    | 28,6%                                                    |
| Виробництво                                              | Виробництво                                              |                                                          | 14,3%                                                    | 14,3%                                                    |

## Клімат
Середня річна температура становить 3°C, середня максимальна – 18,5°C, а середня мінімальна – -14,2°C. Середня річна кількість опадів – 1 066 мм.
| Клімат поселення                              | Клімат поселення | Клімат поселення | Клімат поселення | Клімат поселення | Клімат поселення | Клімат поселення | Клімат поселення | Клімат поселення | Клімат поселення | Клімат поселення | Клімат поселення | Клімат поселення | Клімат поселення |
| Показник                                      | Січ.             | Лют.             | Бер.             | Квіт.            | Трав.            | Черв.            | Лип.             | Серп.            | Вер.             | Жовт.            | Лист.            | Груд.            |                  |
| Середній максимум, °C                         | −3,2             | −4,04            | 0,18             | 5,66             | 10,22            | 15,56            | 18,34            | 18,51            | 13,66            | 8,29             | 3,26             | −1,96            |                  |
| Середня температура, °C                       | −8,29            | −9,11            | −4,89            | 0,56             | 5,14             | 10,49            | 15,37            | 15,55            | 10,69            | 5,33             | 0,32             | −4,92            |                  |
| Середній мінімум, °C                          | −13,34           | −14,19           | −9,99            | −4,51            | 0,06             | 5,41             | 12,40            | 12,57            | 7,74             | 2,37             | −2,65            | −7,91            |                  |
| Норма опадів, мм                              | 89               | 80               | 72               | 66               | 79               | 88               | 88               | 102              | 101              | 111              | 98               | 92               |                  |
| Середньомісячна швидкість вітру, м/с          | 6.20             | 5.85             | 5.78             | 5.36             | 4.88             | 4.65             | 4.36             | 4.49             | 5.00             | 5.35             | 5.86             | 6.19             |                  |
| Середньомісячна сонячна радіація, кДж/м²·день | 3678             | 6589             | 10755            | 14485            | 17465            | 18891            | 18591            | 15579            | 11404            | 6705             | 3734             | 2708             |                  |
| --------------------------------------------- | ---------------- | ---------------- | ---------------- | ---------------- | ---------------- | ---------------- | ---------------- | ---------------- | ---------------- | ---------------- | ---------------- | ---------------- | ---------------- |
| Джерело:                                      |                  |                  |                  |                  |                  |                  |                  |                  |                  |                  |                  |                  |                  |